# 911-es busz (Győr)
A győri 911-es jelzésű autóbusz a Dunakapu tér - Bácsa - Sárás - Dunakapu tér útvonalon közlekedik. A vonalat a Volánbusz üzemelteti.

## Közlekedése
Csak bizonyos rendezvények alkalmával közlekedik.

## Útvonala
| Dunakapu tér → Bácsa → Sárás → Dunakapu tér |
| --- |
| Dunakapu tér – Móricz Zsigmond alsórakpart – Kossuth híd – Rónay Jácint utca – Szövetség utca – Bácsai út – Külső Bácsai út – Boglárka utca – Sövény utca – Külső Bácsai út – István király út – Vámosi utca – Csonkaér út – Fenyőszer utca – Szitásdomb utca – Galántai út – Zemplén utca – Hédervári út – Kálóczy tér – Kossuth híd – Móricz Zsigmond alsórakpart – Dunakapu tér |

## Megállóhelyei
| 0  | Dunakapu tér                         |
| 1  | Rónay Jácint utca                    |
| 3  | Báthory út                           |
| 4  | Bácsai út, Kertész utca              |
| 5  | Körtöltés utca (AUDI-iskola)         |
| 6  | Irinyi János utca                    |
| 7  | Viza utca                            |
| 8  | Votinszky utca                       |
| 9  | Kisbácsa, templom                    |
| 10 | Sövény utca, iskola                  |
| 11 | Dombhát utca                         |
| 12 | Gát utca                             |
| 14 | Bácsa, posta                         |
| 15 | Vámosi utca                          |
| 16 | Kismező utca                         |
| 17 | Bácsa, Ergényi lakótelep, Telek utca |
| 21 | Szitásdomb, Sárási út                |
| 22 | Csipkerózsa utca                     |
| 23 | Sárás, Medvei utca                   |
| 24 | Írisz utca                           |
| 25 | Galántai út, Ciklámen utca           |
| 27 | Hédervári út, Zemplén utca           |
| 28 | Pöltenberg utca                      |
| 29 | Duna utca                            |
| 30 | Széchenyi István Egyetem             |
| 31 | Kálóczy tér                          |
| 33 | Dunakapu tér                         |